# Neuvéglise
Neuvéglise (okzitanisch: Nòvaglèisa) ist ein zentralfranzösischer Ort und eine ehemalige Gemeinde mit zuletzt 1104 Einwohnern (Stand: 1. Januar 2014) im Département Cantal in der Region Auvergne-Rhône-Alpes. Die Gemeinde gehörte zum Arrondissement Saint-Flour und zum Kanton Neuvéglise. Neuvéglise ist ein Ortsteil von Neuvéglise-sur-Truyère.

## Lage
Neuvéglise liegt etwa 42 Kilometer östlich von Aurillac und wird im Süden durch die Truyère begrenzt. Umgeben wurde die Gemeinde Neuvéglise von den Nachbargemeinden Les Ternes im Norden, Sériers im Nordosten, Lavastrie im Osten, Saint-Martial im Südosten, Chaudes-Aigues im Süden, Espinasse im Südwesten, Oradour im Westen sowie Cussac im Nordwesten.

## Geschichte
Zum 1. Januar 2017 wurden die Gemeinden Neuvéglise, Lavastrie, Oradour und Sériers zur neuen Gemeinde Neuvéglise-sur-Truyère zusammengeschlossen.

## Bevölkerungsentwicklung
| Jahr                       | 1962 | 1968 | 1975 | 1982 | 1990 | 1999 | 2006 | 2014 |
| Einwohner                  | 1537 | 1305 | 1260 | 1112 | 1078 | 1022 | 1133 | 1104 |
| Quellen: Cassini und INSEE |      |      |      |      |      |      |      |      |

## Sehenswürdigkeiten
- Kirchen von Neuvéglise, Tagenac und Fressanges

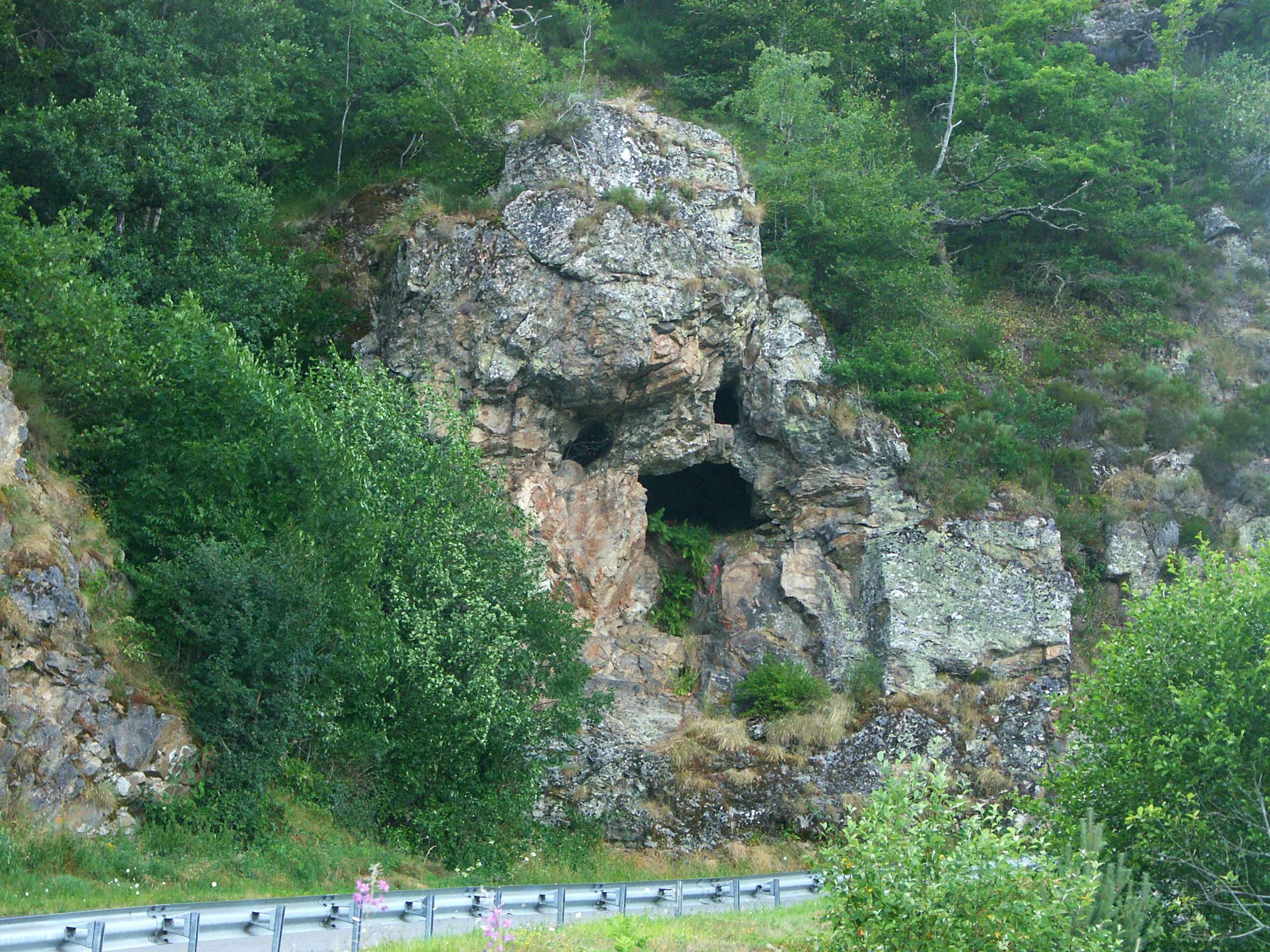
La tête du Diable

- Wasserfall von Saut du Loup
- Felsformation La tête du Diable